# African Association

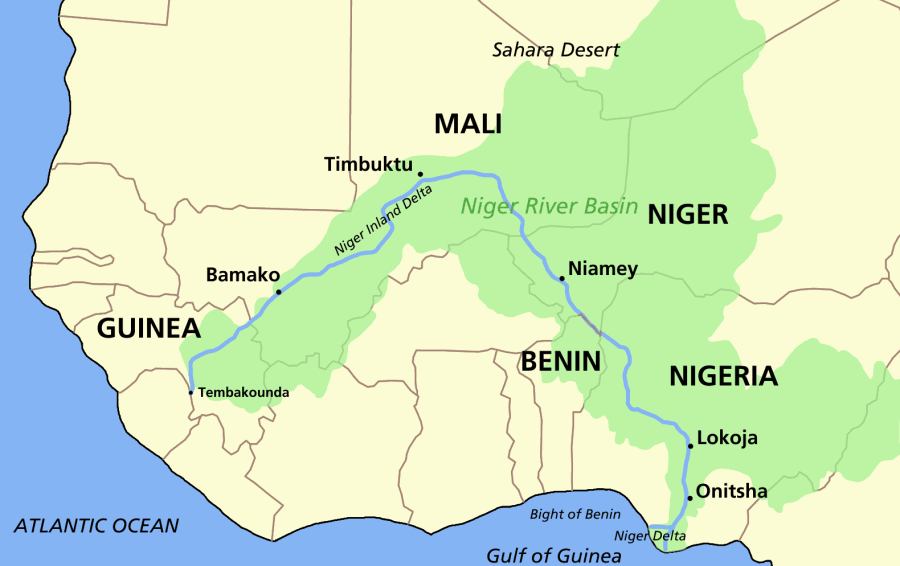
A finales del, las fuentes del río Níger y la ubicación exacta de la ciudad de Tombuctú eran desconocidas para los europeos.

La Association for Promoting the Discovery of the Interior Parts of Africa [Asociación para la promoción del Descubrimiento de Partes del Interior de África], conocida habitualmente solo como African Association [Asociación Africana], fue una organización británica, fundada en Londres el 9 de junio de 1788, dedicada a la exploración de África Occidental, con el objetivo de descubrir los orígenes y el curso del río Níger y la localización exacta de la ciudad de Tombuctú, la «ciudad perdida» de oro. La formación de esta entidad supuso el «comienzo de la edad de la exploración de África». En el curso de su actividad llegaron a organizar más de treinta exploraciones al interior africano.
Fue constituida por una docena de miembros titulares de la clase alta británica, siendo su líder  principal sir Joseph Banks (futuro presidente de la Royal Society) y su primer secretario Henry Beaufoy, de religión cuáquero y militante contra la esclavitud. Sus otros miembros fundadores fueron el obispo de Llandaff, un par de Irlanda y el hijo de otro par irlandés, un general retirado, tres grandes terratenientes escoceses, el parlamentario más rico de la Cámara de los Lores, un abogado y un médico.
La African Association consideraba, que en la era de la Ilustración, constituía un gran fracaso que la geografía del continente Oscuro (Dark Continent) fuera casi desconocida —gran parte del continente permanecía sin cartografiar— en un momento en que el ser humano era capaz de circunavegar el mundo. Tanto los geógrafos de la antigua Grecia como los de la Antigua Roma habían conocido más sobre el interior de África que la Inglaterra del siglo XVIII.
Motivados unos por sinceros deseos de conocimiento científico y otros por la intención de abolir la esclavitud, todavía no les guiaba el intento de buscar oportunidades para el comercio británico; los miembros de la asociación decidieron contribuir con cinco guineas al año para reclutar y financiar expediciones de investigación desde Inglaterra a África. En el año 1791, contaba con noventa y cinco miembros, que contribuían a la financiación de sus actividades, en 1831 se integró en la Royal Geographical Society.

## Antecedentes e incentivos
El Imperio de Malí, desde los siglos XIII al XV, había dominado la región que se extiende desde la costa de África occidental entre los ríos Gambia y Senegal casi hasta Sokoto en el este, y desde 240 km al norte de Tombuctú hasta las cabeceras del río Níger.   Desde Tombuctú fluían exportaciones de oro y de esclavos en tal cantidad que la ciudad adquirió la reputación en el mundo exterior de poseer una riqueza infinita. Para los europeos, fascinados por el descubrimiento de nuevos mundos, Tombuctú era una tentación demasiado grande para resistir.
El escocés James Bruce se había aventurado en  Etiopía en 1769 y alcanzó la fuente del Nilo Azul. Su relato de sus viajes provocó el entusiasmo por una mayor exploración de África por parte de los europeos, y los hombres de la Asociación Africana se sintieron especialmente inspirados en sus propios objetivos. La ubicación y el curso del río Níger eran casi completamente desconocidos para los europeos en el siglo XVIII, y la mayoría de los mapas que lo trazaban eran meras conjeturas.
Según Davidson Nicol:

La descripción más popular de los siglos XVI al XVIII fue aquella en la que el río nacía de un lago cerca del ecuador en el centro de África, el Lacus Niger. Desde este punto se suponía que fluiría hacia el norte casi en línea recta para llegar a otro gran lago, el Lacus Bornu. Antes de llegar a este lugar, se decía que fluía bajo tierra una distancia que se indicaba de entre 30 y 100 kilómetros. Después del lago Bornu, tomaba una curva de 90 grados. y fluía hacia el oeste a través de otro lago, Sigisma o Guarde, para finalmente romperse después de otro sistema de lagos en cuatro ríos, entre los que se encontraban el Senegal y Gambia, que desembocaban en el Atlántico en el punto más occidental de África.
The most popular description from the 16th to 18th century was one in which the river rose from a lake near the Equator  in the centre of Africa, the Lacus Niger. From this point it was supposed to flow northwards almost in a straight line to reach another large lake, the Lacus Bornu. Before reaching this, it was said to flow underground for a distance variously given as being between  18 and 60 mi. After Lake Bornu, it took a bend of 90 deg. and flowed westwards through another lake, Sigisma, or Guarde, to break eventually after another lake system into four rivers, amongst which were the Senegal and the Gambia, which all emptied into the Atlantic at the westernmost point of Africa.
Davidson Nicol

Casi todas las teorías europeas sobre el curso del río planteaban la hipótesis de que fluía de este a oeste, lo que contradecía la realidad. Hasta ese momento, ningún europeo había visto el río en sí. De hecho, muchos europeos ni siquiera estaban convencidos de su existencia, a pesar de que eran bien conocido por los musulmanes que habían viajado por él durante cientos de años. El Níger había sido durante mucho tiempo la principal vía de comercio entre los reinos del interior de África y los comerciantes de lugares tan lejanos como Irak, y ofrecía importantes oportunidades comerciales para Europa. 
Según Brent:

El estado que controlaba el tráfico del Níger controlaba el flujo comercial; con la ruta del Sahara occidental en desuso, los envíos cargados o descargados en Tombuctú podían transportarse a lo largo de las rutas del desierto central y oriental que conectaban el Níger con los países mediterráneos. Claramente, valía la pena luchar por la dominación del Níger.
The state that controlled the Niger traffic controlled the flow of trade; with the western  Sahara route disused, shipments loaded or unloaded at Timbuctu could be carried along the central and eastern desert routes connecting the Niger with the Mediterranean countries. Domination of the Niger clearly was worth fighting for....
Black Nile , Peter Brent

## Expediciones

### John Ledyard
La primera expedición organizada por la asociación fue liderada por John Ledyard, un aventurero norteamericano, que había participado en la última de las expediciones del capitán James Cook y que en 1786 había tratado de atravesar Rusia para llegar hasta las costas americanas. Ledyard abandonó Inglaterra el 30 de junio de 1788 para iniciar su expedición; las instrucciones que le facilitaron para su viaje, carecían de cualquier planificación, debía desplazase hasta El Cairo, desde allí trasladarse hasta La Meca, atravesar el mar Rojo y tomar la ruta de Nubia, para cruzar el continente africano, en línea tan recta como pudiese, en dirección al Níger. Murió, sin llegar a salir de Egipto, por una dosis excesiva de ácido sulfúrico que ingirió para curarse de una enfermedad. 

### Simon Lucas
Mientras Leyard aún se encontraba de viaje, la African Association contrató a Simon Lucas para intentar una misión desde la costa norte del continente, comenzando en Trípoli. Simon hablaba con fluidez el árabe y después de haber pasado un tiempo viviendo en Marruecos, era amigo del embajador de Trípoli. Al llegar a Trípoli en octubre de 1788, Lucas reclutó un grupo de guías que lo llevaran a través del desierto de Libia, pero su viaje se retrasó continuamente por las guerras tribales que bloqueaban la ruta. Pronto le abandonaron sus guías, viéndose obligado a regresar a Inglaterra. Como resultado de su expedición adquirió conocimientos sobre la parte sur de la región de Libia.
Henry Beaufoy constataba en las Actas de la Asociación de 1790, la poca información que había sido obtenida en estos dos malogrado viajes: que el Níger tenía fama de ser prácticamente un río no navegable y lo que se había aprendido sobre el Imperio Bornu en los bordes del desierto del Sahara. 

### Daniel Houghton
En otoño de 1790, un mayor irlandés llamado Daniel Houghton fue encargado de proceder desde la desembocadura del río Gambia, en la costa de África occidental, moviéndose por el interior (afortunadamente) hasta el Níger. Penetró más en África que cualquier europeo antes que él. Desde el punto navegable localizado más arriba en el Gambia, las cataratas de Barra Kunda, continuó a pie en dirección noreste hacia Bundu, donde las autoridades locales retrasaron su paso. Houghton finalmente logró llegar hasta el pueblo de Simbing, en el Sahara norte, a 260 kilómetros al norte del Níger y a menos de 800 kilómetros de Tombuctú. En septiembre de 1791 fue atraído hacia el desierto, donde según unos fue robado y asesinado y según otros, solo y sin comida ni agua, murió de inanición.
En mayo de 1792 la African Association decidió sacar provecho de sus descubrimientos y obtuvo el apoyo del gobierno británico. Autorizaron a su comité para hacer «lo que sea de aplicación ante el Gobierno que puedan pensar aconsejable para rentabilizar los últimos descubrimientos del mayor Houghton y que sean efectivamente útiles para los intereses comerciales del Imperio». La presencia británica en Gambia tendría que «fortalecer los lazos comerciales», por lo que propusieron instalar a James Willis como cónsul en Senegambia. El cónsul iba para desarrollar buenas relaciones con el rey de Bambouk con un regalo de mosquetes, abriendo así la comunicación entre el Níger y el Gambia y poder hacer incursiones para comerciar con todas las «tierras ricas en oro del interior que sin duda forran las orillas del Níger».<

### Mungo Park
Después de una exploración de la parte superior del río Níger alrededor de 1796, escribió un libro de viajes titulado Travels in the Interior Districts of Africa (Viajes por los distritos interiores de África) en el que propuso que el Níger y el río Congo se unían para convertirse en un solo río, aunque luego se demostró que son ríos diferentes. Murió durante una segunda expedición, después de haber recorrido con éxito aproximadamente dos tercios del trayecto por el Níger.

### Friedrich Hornemann
Durante el primer viaje de Park, Banks había contratado a Friedrich Hornemann para que hiciera otro viaje a África. Se fue en el verano de 1797 y planeó viajar a El Cairo y a través del Sahara ir hacia Tombuctú disfrazado de musulmán. Después de unirse finalmente a una caravana que partía de El Cairo en 1800, nunca más se supo de él. Casi 20 años después, otros exploradores se enteraron de que Hornemann había muerto de disentería después de aparentemente llegar al Níger.

### Johann Ludwig Burckhardt
El explorador suizo Johann Ludwig Burckhardt propuso a la African Association poner en marcha una expedición dirigida a descubrir la fuente del río Níger. Aceptaron su oferta y Burckhardt abandonó Inglaterra en marzo de 1809 en dirección a Malta, desde donde se dirigió en otoño a Alepo, en Siria, a fin de perfeccionar su árabe y estudiar las leyes islámicas. A fin de obtener un mejor conocimiento de la vida oriental, se hizo pasar por musulmán y tomó el nombre de jeque Ibrahim Ibn Abdallah. Hay indicios de que su conversión al islam pudo haber sido sincera, aunque su familia negó este hecho. Allí pasó dos años. En El Cairo, cayó víctima de una disentería, cuando por fin se disponía a cruzar África hasta el país del Níger.

### Henry Nicholls
La historia más extraña de la African Association fue la de Henry Nicholls, en 1804. Kryza escribe: «Después de haber fracasado en el asalto desde el norte (Trípoli), el este (El Cairo) y el oeste (Gambia), los miembros ahora propusieron que un el esfuerzo debía hacerse desde el sur. El sitio elegido para atacar tierra adentro fue un puesto comercial británico en el golfo de Guinea». Luego se internarían hacia el norte hasta encontrar el río Níger. En la más cruel de las ironías, la desembocadura del río que desembocaba en el golfo, desde donde Nicholls debía partir en busca del Níger, era precisamente el final del propio Níger, sólo que los europeos aún no lo sabían. El punto de partida de la expedición era de hecho su destino.
Nicholls se embarcó en Liverpool el 1 de noviembre de 1804, llegó a Calabar situado al este del delta del Níger, el 14 de enero de 1805, con la instrucción de recoger información antes de adentrarse en el interior. Falleció en abril de ese mismo año, probablemente de malaria. Lo único que quedó de su expedición fue una carta dirigida a la Asociación, en la que se describía el puesto comercial al que había llegado. 
Mientras tanto, Inglaterra estaba preocupada por su rivalidad con Francia (Guerras napoleónicas), y el gobierno decidió asumir un papel más importante en la exploración de África con el fin de establecer un dominio comercial allí antes que los franceses. Joseph Banks estaba enfermando y poco a poco la influencia de la Asociación Africana comenzó a disminuir. «La antorcha pasó del sector privado al público», aunque la Asociación continuó su participación en la exploración británica hasta que fue absorbida por la Royal Geographical Society en 1831.

## Influencia
Ningún explorador enviado expresamente por la Asociación Africana encontró Tombuctú, aunque fue un mayor del Royal African Corps llamado Alexander Gordon Laing quien finalmente cruzó sus puertas en 1826. Sin embargo, los hallazgos de los exploradores reclutados por la Asociación lograron mucho para el conocimiento europeo de África y de su gente. 
Peter Brent describe la percepción común de África en los años anteriores a la Asociación Africana:

Selva, desierto, montaña y sabana fluian en una desagradable continuidad... todos los pueblos y subdivisiones de los pueblos, todas las culturas, lenguas y religiones, fueron forzados por la imaginación europea a un solo molde. De ahí salió el «nativo», el «salvaje», ofreciendo la sangre del sacrificio a los dioses sonrientes, bailando en un lunático abandono alrededor de las llamas y... comiendo a sus enemigos.
Jungle, desert, mountain and savannah swam into one disagreeable continuity...all the peoples and sub-divisions of the peoples, all the cultures and languages and religions, were forced by the European imagination into one mould. Out of it stepped the "native," the "savage," offering the blood of sacrifice to grinning gods, dancing in lunatic abandon around flames and...making a meal of his enemies.
Peter Brent>

En contraste, según Brent, «los exploradores mismos no tenían tal visión de los africanos, ninguna imagen simple que rechazara la realidad africana y negara a los africanos su humanidad completa». La descripción de Mungo Park en particular contribuyó a una perspectiva equilibrada. George Shepperson escribe que, más allá de las hazañas románticas de los viajes de Park, «sus escritos indicaban que los africanos eran seres humanos con sus propias culturas y comercio (y no criaturas monstruosas), con quienes serían posibles relaciones constructivas».
Esta «humanización» del pueblo africano en la mente de los europeos fue sin duda una bendición para la abolición de la trata de esclavos, ya que muchos de los miembros de la Asociación Africana eran abolicionistas y tenían vínculos con William Wilberforce. «A principios del siglo XIX —escribió Brent— el ataque a todo el espantoso negocio se había agudizado, y África se había convertido en el tema del día. Y aún, a pesar de todo, la ignorancia europea sobre la mayor parte del interior del continente permanecía casi inalterada. Era una situación que había que arreglar».